# St. Stefan-Afiesl
St. Stefan-Afiesl, Sankt Stefan-Afiesl – gmina w Austrii, w kraju związkowym Górna Austria, w powiecie Rohrbach. Liczy 1110 mieszkańców (1 stycznia 2023). Powstał 1 stycznia 2019 z połączenia gminy St. Stefan am Walde z gminą Afiesl.